# Budafoki MTE
A Budafoki MTE magyar labdarúgócsapat, melynek székhelye Budapest XXII. kerületében található. A klub eddig két alkalommal szerepelt az NB I-ben, először még az 1945-46-os idényben. A csapat a 2019/2020-as szezonban az NB II második helyén végzett és 74 év után visszajutott az élvonalba. A csapatnak nem sikerült a bentmaradás, így egy szezon után kiesett a legmagasabb osztályból. A 2022-2023-as szezonban a Magyar Kupában bejutott a döntőbe a BMTE, de ott hosszabbítást követően 2–0-ra kikapott a Zalaegerszegtől.

## Névváltozások
- 1912–1913 Világosság Football Csapat
- 1913–1919 Budafoki Atlétikai és Football Club
- 1919–1922 Budafoki Munkás Testedző Egyesület
- 1922–1950 Budafoki Műkedvelő Testedző Egyesület
- 1950–1951 Budapesti Gyárépítők MTE
- 1951–1956 Budapesti Gyárépítők SK
- 1956–1957 Budafoki Építők Munkás Testedző Egyesület
- 1957 – 80-as évek közepe Budafoki MTE Kinizsi Sportegyesület
- 80-as évek közepe – 90-es évek eleje Budafoki MTE-Törley
- 1993 – 2000-es évek eleje Budafoki LC
- 2006–2007 Budafoki Lombard Labdarúgó "Club"
- 2007–2017 Budafoki Labdarúgó Club
- 2017– Budafoki MTE

## Stadion
A csapat a Promontor utcai stadionban játssza hazai mérkőzéseit. A stadion 1200 ülőhellyel rendelkezik.

## Jelenlegi keret
2024. március 14-én frissítve.
A vastaggal jelzett játékosok felnőtt válogatottsággal rendelkeznek.
A dőlttel jelzett játékosok kölcsönben szerepelnek a klubnál.
| Mezszám                | Név                 | Nemzetiség    | Születési hely | Születési idő (kor)            | Korábbi csapat              | Érték (€) | Szerződés lejárta |
| Kapusok                | Kapusok             | Kapusok       | Kapusok        | Kapusok                        | Kapusok                     | Kapusok   | Kapusok           |
| ---------------------- | ------------------- | ------------- | -------------- | ------------------------------ | --------------------------- | --------- | ----------------- |
| 27                     | Gundel-Takács Bence | HUN           | Budapest       | 1998. április 6. (26 éves)     | Fehérvár FC                 | 150 000   | 2024.06.30.       |
| 29                     | Horváth András      | HUN           | Kerepestarcsa  | 1988. február 23. (37 éves)    | Budapest Honvéd FC          | 25 000    | 2024.06.30.       |
| 30                     | Ecseri Máté         | HUN           | Budapest       | 2006. február 3. (19 éves)     | Utánpótlásból került fel    | -         | Nem publikus      |
| Védők                  |                     |               |                |                                |                             |           |                   |
| 14                     | Horgosi Donát       | HUN           | Szolnok        | 2000. január 25. (25 éves)     | Szolnoki MÁV FC             | 100 000   | 2024.06.30.       |
| 18                     | Orosz Marcell       | HUN           | Budapest       | 2001. február 19. (24 éves)    | Ferencvárosi TC II          | 10 000    | 2024.06.30.       |
| 20                     | Bíró Márk           | HUN           | Budapest       | 2003. augusztus 18. (21 éves)  | Újpest II                   | 75 000    | Nem publikus      |
| 26                     | Lorentz Márton      | HUN           | Budapest       | 1995. február 1. (30 éves)     | Paksi FC                    | 150 000   | Nem publikus      |
| 33                     | Kalmár Olivér       | HUN           | Győr           | 2001. december 20. (23 éves)   | Vasas FC                    | 125 000   | 2024.06.30.       |
| 48                     | Fótyik Dominik      | HUN · szlovák | Érsekújvár     | 1990. szeptember 16. (34 éves) | Kazincbarcikai SC           | 100 000   | 2024.06.30.       |
| 91                     | Vaszicsku Gergő     | HUN           | Debrecen       | 1991. június 30. (33 éves)     | Puskás Akadémia FC          | 50 000    | Nem publikus      |
| Középpályások          |                     |               |                |                                |                             |           |                   |
| 5                      | Oláh Bálint         | HUN           | Miskolc        | 1994. december 2. (30 éves)    | Diósgyőri VTK               | 175 000   | Nem publikus      |
| 6                      | Nándori Botond      | HUN           | Vác            | 2000. október 4. (24 éves)     | Puskás Akadémia FC          | 75 000    | 2024.06.30.       |
| 7                      | Merényi Ádám        | HUN           | Budapest       | 2004. január 15. (21 éves)     | MTK Budapest FC II          | 75 000    | 2024.06.30.       |
| 8                      | Csonka András       | HUN           | Budapest       | 2000. május 1. (24 éves)       | Ferencvárosi TC II          | 175 000   | 2024.06.30.       |
| 11                     | Horváth Olivér      | HUN           | Budapest       | 2000. július 18. (24 éves)     | III. Kerületi TVE           | 100 000   | Nem publikus      |
| 15                     | Németh Márió        | HUN           | Sárvár         | 1995. május 1. (29 éves)       | Diósgyőri VTK               | 125 000   | Nem publikus      |
| 21                     | Nagy Gergő          | HUN           | Nyíregyháza    | 2004. június 1. (20 éves)      | Nyíregyháza Spartacus FC II | 50 000    | Nem publikus      |
| 24                     | Soltész István      | HUN           | Budapest       | 2000. november 29. (24 éves)   | Zalaegerszegi TE FC         | 100 000   | 2024.06.30.       |
| 37                     | Fekete Máté         | HUN           | Budapest       | 1995. augusztus 22. (29 éves)  | Utánpótlásból került fel    | 50 000    | Nem publikus      |
| 88                     | Czérna Erik         | HUN           | Kisvárda       | 2003. május 7. (21 éves)       | Kisvárda FC                 | 50 000    | 2024.06.30.       |
| Csatárok               |                     |               |                |                                |                             |           |                   |
| 3                      | Jakab Csaba         | HUN           | Budapest       | 2004. július 10. (20 éves)     | THSE Szabadkikötő           | -         | 2026.06.30.       |
| 9                      | Elek Bence          | HUN           | Ózd            | 1992. február 14. (33 éves)    | III. Kerületi TVE           | 50 000    | Nem publikus      |
| 10                     | Kovács Dávid        | HUN           | Budapest       | 1991. június 18. (33 éves)     | Újbuda FC                   | 150 000   | 2024.06.30.       |
| 13                     | Vasvári Zoltán      | HUN           | Budapest       | 2004. május 6. (20 éves)       | MTK Budapest FC             | 75 000    | 2027.06.30.       |
| 17                     | Szerető Krisztofer  | HUN           | Budapest       | 2000. január 10. (25 éves)     | Nyíregyháza Spartacus FC    | 100 000   | Nem publikus      |
| 23                     | Pintér Ádám         | HUN           | Szolnok        | 2001. december 25. (23 éves)   | Szentlőrinc SE              | 75 000    | Nem publikus      |
| 77                     | Zsóri Dániel        | HUN           | Nagyvárad      | 2000. október 14. (24 éves)    | MTK Budapest FC             | 150 000   | 2024.06.30.       |
| Kölcsönadott játékosok |                     |               |                |                                |                             |           |                   |
| Név                    | Poszt               | Nemzetiség    | Születési hely | Születési idő (kor)            | Kölcsönben itt              | Érték (€) | Kölcsön lejárta   |
| Molnár Bence           | középpályás         | HUN           | Budapest       | 2003. október 15. (21 éves)    | FC Dabas                    | -         | 2024.06.30.       |
| Fiáth Bence            | középpályás         | HUN           | Siófok         | 2004. január 18. (21 éves)     | FC Ajka                     | 10 000    | 2024.06.30.       |

## Híres játékosok
* a félkövérrel írt játékosok rendelkeznek felnőtt válogatottsággal.
| - Liviu Bonchiş - Bánkuti László - Bozai Gyula - Csanádi Árpád - Csizmadia Csaba - Dombai András - Dragóner Attila - Dudás János - Esterházy Márton - Esterházy Mátyás | - Fatér Károly - Fonnyadt Zsolt - Füzi Krisztián - Fűzfa Gergely - Garamvölgyi Ágoston - Haáz Ferenc - Horváth László - Kardos István - Kisteleki István - Kiss László | - Kövesfalvi István - Lovrencsics Gergő - Mezey György - Mörtel Béla - Németh Ferenc - Noskó Ernő - Oláh Lóránt - Pintér Attila - Pogány László | - Sátori Imre - Sitku Illés - Szabó Viktor - Szűcs Mihály - Tepszics Ignác - Tóth Kálmán - Vanicsek Zoltán - Verebes József - Zakariás József |

## Vezetőedzők
- Szeder István ?–1952
- Steiner János 1952[5]
- Molnár Ignác 1953[6][7]
- Szollár Lajos 1953–1958[8][9]
- Rudas Ferenc 1958–1959[10][11]
- Turai István 1959
- Marosvári Béla 1960–1963[12][13]
- Bánáti Rezső 1963–1967[14][15]
- Csordás Lajos 1967–1968[16]
- Haász Sándor 1968[17]
- Schneider Károly 1968[18][19]
- Szollár Lajos 1968–1971[20][21]
- Mészöly Kálmán 1971[22][23]
- Dobesch Gyula 1972–1974[24][25]
- Mészöly Kálmán 1974–1976[26][27]
- Dobesch Gyula 1976–1984[28][29]
- Megyeri Győző 1984–1987[30]
- Dobesch Gyula 1987–1989[31][32]
- Sárközi Lőrinc 1989–1993[33]
- Gáspár József 1993–1994[34][35]
- Krivitz Tamás 1994–1995[36][37]
- Sárközi Lőrinc 1995–1996[38]
- Haffner György 1996–1997[39]
- Szabó György 1997
- Horváth Pál 1997–1998
- Schróth Lajos 1998[40]
- Sárközi Lőrinc 1999–2000
- Gáspár József 2000–2002
- Takács László 2003–2004
- Horváth Pál 2004
- Gelei Károly 2005–2008
- Tóth Bálint 2008–2009
- Dunay András 2009[41]
- Piski Elemér 2010
- Patay Tibor 2011[42]
- Schróth Lajos 2011–2015[43]
- Dajka László 2015[44]
- Prukner László 2015–2017[45]
- Tóth Bálint 2017[46]
- Gálhidi György 2017–2018[47]
- Tóth Bálint 2018[48]
- Vitelki Zoltán 2018[49][50]
- Csizmadia Csaba 2018–2021[51]
- Pacsi Bálint (megbízott edző) 2021[52]
- Boér Gábor 2021[53]
- Csizmadia Csaba 2021–2022[54]
- Mátyus János 2022–2023[55]
- Erős Gábor 2023–2024
- Dajka László 2024[56]
- Nikházi Márk 2024–2025[57]
- Mészöly Géza 2025–[58]

## Érmesek
Az alábbi táblázatokban a Budafoki MTE olimpiai, világbajnoki és ifjúsági Európa-bajnoki helyezéseket elért labdarúgói szerepelnek.

### Olimpiai játékok
| Helyezések | Játékosok                                                           |
| ---------- | ------------------------------------------------------------------- |
| Arany      | Zakariás József (1952), Fatér Károly, Noskó Ernő (Mindketten: 1968) |
| Ezüst      | Tóth Kálmán (1972)                                                  |
| Bronz      | Sátori Imre (1960)                                                  |
| Résztvevő  | Dragóner Attila (1996)                                              |

### Világbajnokság
| Helyezések                | Játékosok                              |
| ------------------------- | -------------------------------------- |
| Világbajnoki ezüstérmesek | Zakariás József (1954)                 |
| Világbajnoki résztvevő    | Esterházy Márton, Mezey György1 (1986) |

- 1 Szövetségi kapitányként.

### Ifjúsági Európa-bajnokság
| Helyezések                           | Játékosok                                     |
| ------------------------------------ | --------------------------------------------- |
| Ifjúsági Európa-bajnoki aranyérmesek | Haáz Ferenc, Pintér Attila (Mindketten: 1984) |

## Sikerek
NB II
- Bajnok: 1945, 1951

NB III
- Bajnok: 1972–73, 1985–86, 1988–89, 2016–17

Magyar Kupa
- Döntős: 2022–23
- Elődöntős: 2016–17